# Phare de Sobreiras
Le phare de Sobreiras (ou, en portugais Farol dos Três Bicos ou Farol das Três Orelhas) est un ancien phare situé dans la freguesia de Lordelo do Ouro faisant partie de la ville de Porto, dans le district de Porto (Région Nord du Portugal). Il a été désactivé en 2006.
Il était géré par l'autorité maritime nationale du Portugal à Oeiras (Grand Lisbonne) .

## Histoire
C'est une petite colonne métallique blanche et rouge, avec plateforme et lanterne blanche. Elle est située à 560 m en position arrière du phare de Cantareira pour marquer l'alignement d'entrée de la rivière Douro. Après des transformations de la zone, ce petit phare a été désactivé en 2006.
Identifiant : ex-PT-084 - ex-Amirauté : D2048.1 - ex-NGA : 3260.

### Lien connexe
- Liste des phares du Portugal